# Faucigny
|  | Per a altres significats, vegeu «Faucigny (Alta Savoia)». |

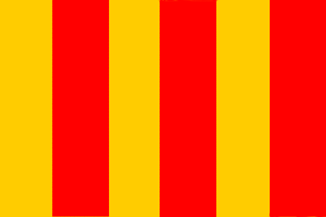
Bandera heràldica moderna

Faucigny (Fôcegni en francoprovençal) fou una província de Savoia.